# Georg Gustav Paul Leeke
Georg Gustav Paul Leeke ( 1883 - 1933 ) fue un botánico alemán.

## Honores

### Epónimos
- (Poaceae) Pennisetum leekei Mez[1]
- La abreviatura «Leeke» se emplea para indicar a Georg Gustav Paul Leeke como autoridad en la descripción y clasificación científica de los vegetales.[2]